# Amélia Judith Ernesto
Pour les articles homonymes, voir Ernesto.
Amélia Judith Ernesto est une femme politique angolaise. Membre de l'Union nationale pour l'indépendance totale de l'Angola (UNITA), elle est élue députée de l'Angola aux élections nationales depuis le 28 septembre 2017,.
Elle est diplômée d'une maîtrise en psychologie du travail.